# Cantón de Cerisy-la-Salle
El cantón de Cerisy-la-Salle era una división administrativa francesa, que estaba situada en el departamento de Mancha y la región de Baja Normandía.

## Composición
El cantón estaba formado por once comunas:
- Belval
- Cametours
- Cerisy-la-Salle
- Guéhébert
- Montpinchon
- Notre-Dame-de-Cenilly
- Ouville
- Roncey
- Saint-Denis-le-Vêtu
- Saint-Martin-de-Cenilly
- Savigny

## Supresión del cantón de Cerisy-la-Salle
En aplicación del Decreto n.º 2014-246 de 25 de febrero de 2014, el cantón de Cerisy-la-Salle fue suprimido el 22 de marzo de 2015 y sus 11 comunas pasaron a formar parte del nuevo cantón de Quettreville-sur-Sienne.